# TU Wien Bibliothek
Die TU Wien Bibliothek ist die Bibliothek der Technischen Universität Wien.
Die Bibliothek der TU Wien wurde zusammen mit der heutigen TU Wien im Jahr 1815 gegründet und liegt seit 1984 in einem markanten Gebäude am Wiener Karlsplatz.

## Standorte

### Hauptbibliothek
Das Gebäude der Hauptbibliothek wurde von 1984 bis 1987 nach Plänen der Architekten Justus Dahinden, Reinhard Gieselmann, Alexander Marchart und Roland Moebius erbaut. In der Eingangshalle befindet sich der sogenannte Löwenbrunnen des Künstlers Gero Schwanberg (1940–2023). An der Außenmauer sind eine rund 18 Meter hohe sowie 16 kleinere Eulenstatuen des Architekten Bruno Weber (1931–2011) befestigt. Diese Skulpturen wurden vor Ort in einem Gussverfahren geschaffen. Die Baukosten betrugen rund 231 Millionen Schilling (heute rund 18,8 Millionen Euro).

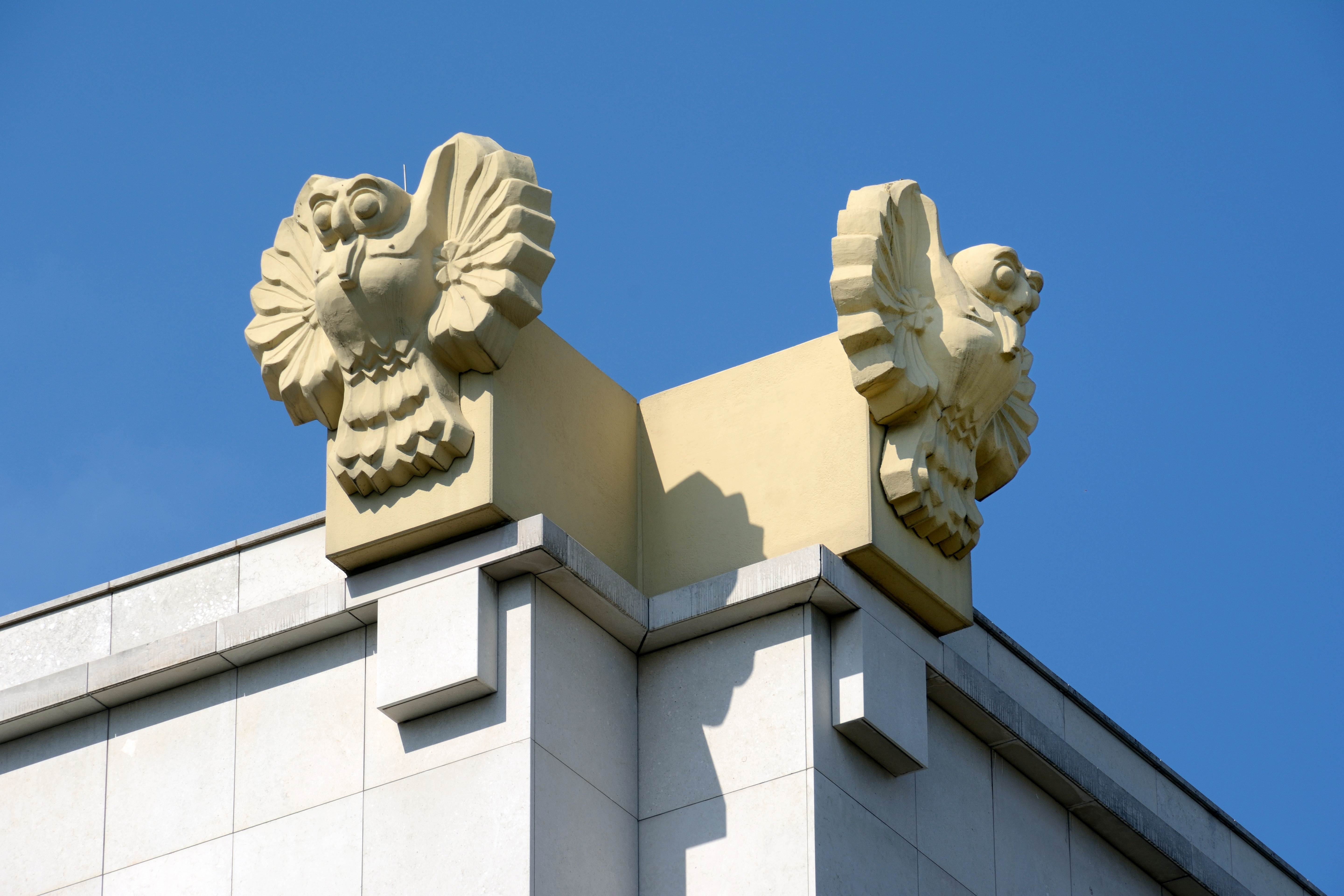
Eulenstatuen des Architekten Bruno Weber
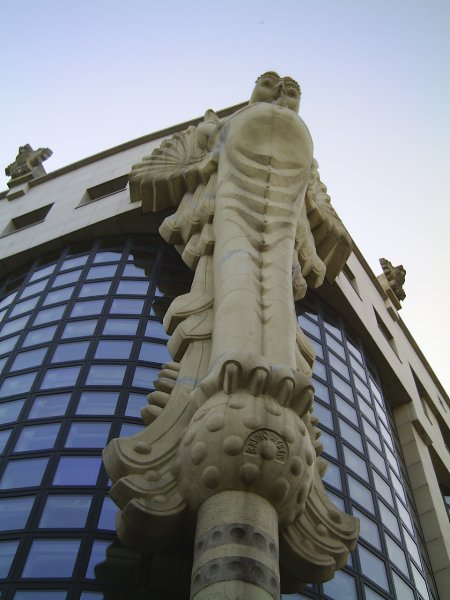
Eule am Hauptgebäude der Bibliothek der TU Wien
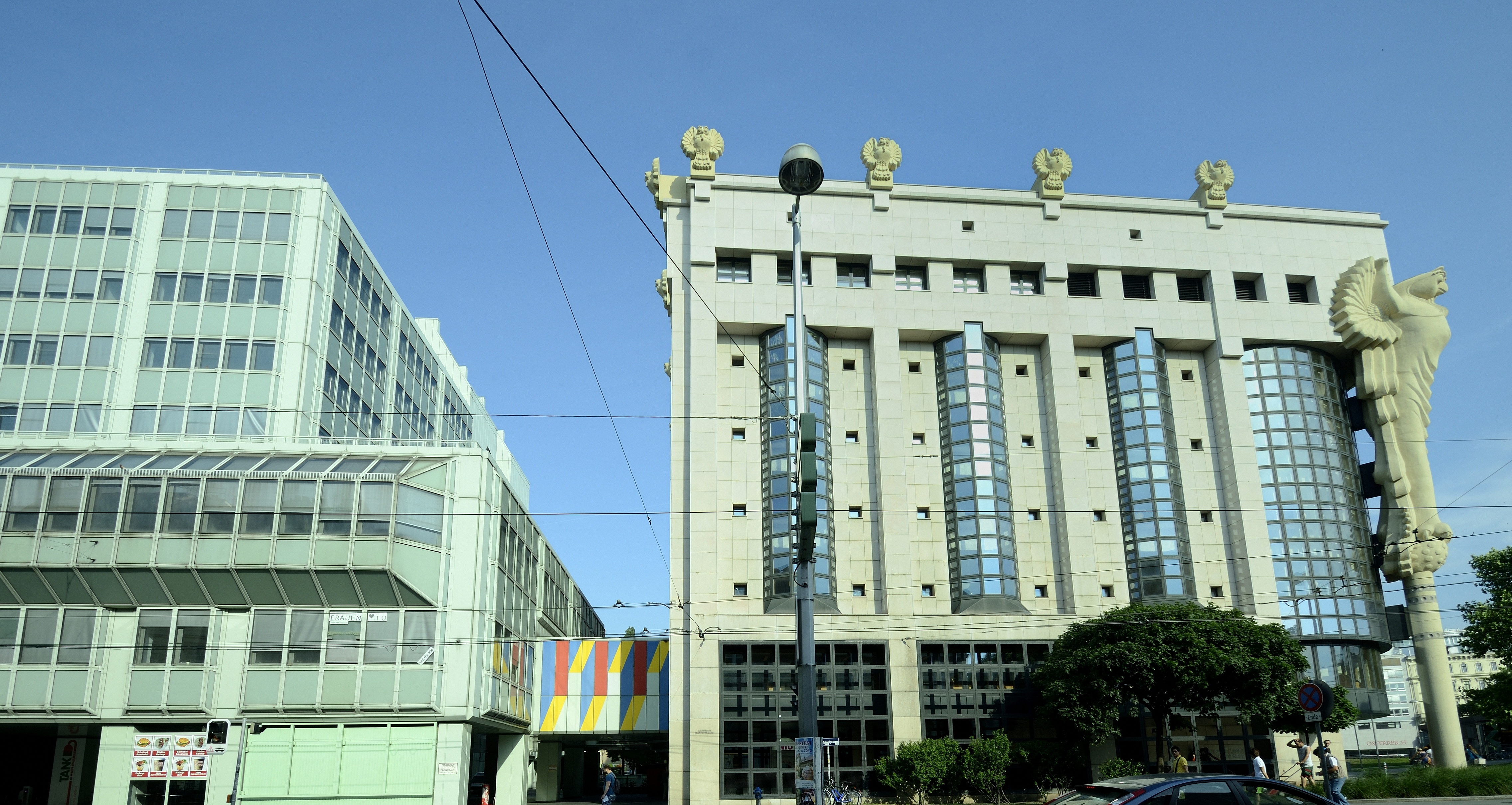
Hauptgebäude der Bibliothek der TU Wien mit Übergang zum Freihaus
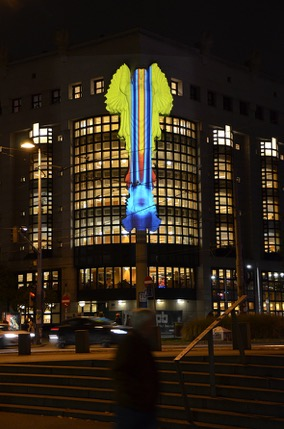
Licht-Raum-Klang-Installation zum 30-jährigen Gebäudejubiläum der TU Wien Bibliothek

### Chemie- und Maschinenbaubibliothek
Die Chemie- und Maschinenbaubibliothek ist die gemeinsame Fachbibliothek der Chemie- und Maschinenbauinstitute der TU Wien.

## Profil
Mit einem Bestand von mehr als 1,5 Millionen Medieneinheiten (Bücher, Zeitschriften, Hochschulschriften – sowohl gedruckt als auch elektronisch) stellt die TU Wien Bibliothek die größte Sammlung an natur- und ingenieurwissenschaftlicher Literatur und Fachinformation in Österreich bereit. Teil der Sammlung sind auch historisch wertvolle Bestände wie die Bibliothek des Österreichischen Ingenieur- und Architektenvereins.
Die TU Wien Bibliothek betreibt außerdem den DOI-Service Austria und leitet in Kooperation mit der Universität Wien ORCID Austria. Darüber hinaus unterstützt sie den Aufbau der European Open Science Cloud (EOSC).
| Schlüsselzahlen auf einen Blick | Schlüsselzahlen auf einen Blick |
| ------------------------------- | ------------------------------- |
| Medieneinheiten                 | ca. 1,5 Millionen               |
| E-Books                         | ca. 140.000                     |
| Zeitschriften                   | ca. 9.700                       |
| Datenbanken                     | 35                              |
| Lernplätze                      | ca. 700                         |

## TU Wien Academic Press
TU Wien Academic Press ist ein wissenschaftlicher Open-Access-Verlag und wird als Service und Non-Profit-Einrichtung von der TU Wien Bibliothek betrieben. Der Verlag fördert durch professionelle Publikationsunterstützung eine offene Wissenschafts- und Publikationskultur – „Open Science“ – im Rahmen der Forschungsschwerpunkte und strategischen Ausrichtung der TU Wien.
Im Verlag veröffentlicht werden Buchpublikationen aus dem gesamten Fächerspektrum der TU Wien. Das Portfolio reicht von Architektur über Verkehrswesen, Elektrotechnik oder Robotik bis hin zu den Betriebswissenschaften. Mit dem Open-Access-E-Book als Standardformat unterstützt der Verlag alle Forschenden im Sinne der Open Access Policy der TU Wien.

## Bibliothekssoftware
Im Jahr 1999 wurde das integrierte Bibliothekssystem Aleph in Betrieb genommen. In einem gemeinsamen Projekt haben der Zentrale Informatikdienst (ZID) und die Bibliothek einen Server (SUN Enterprise 450) angeschafft und Aleph als lokales System innerhalb des zentralen österreichischen Verbundsystems in Betrieb genommen.
Zum Jahresbeginn 2013 wurde das Discovery-System CatalogPlus basierend auf der Software Primo (ExLibris) in Betrieb genommen.
Von 2015 bis Mitte 2020 nutzte die Bibliothek der TU Wien Visual Library in der konsortialen Lösung des Österreichischen Bibliothekenverbundes als institutionelles Dokumentenrepositorium mit dem Namen „reposiTUm“ zur Bereitstellung von Hochschulschriften, Open-Access-Publikationen und verschiedenen periodischen Schriften der TU Wien. Seit September 2020 wird reposiTUm mit der Open-Source-Software DSpace betrieben.
Mit August 2017 stieg die Bibliothek der TU Wien gemeinsam mit sechs weiteren Bibliotheken des Österreichischen Bibliothekenverbundes auf die cloudbasierte Bibliothekssoftware Alma um.